# Juan Castells
Juan Castells y Rosell né en 1802 à Àger (Espagne) et mort en 1891 à Nice (France), est un militaire carliste espagnol.

## Biographie

### Première guerre carliste
Né en 1802 à Àger, Juan Castells se lance dès 1835 dans les affrontements de la première guerre carliste, en prenant part à la création d'un bataillon carliste, dont il prend le commandement en 1836. Il participe alors à différents combats, comme à Berga et Vallcebre, et reçoit la croix de l'Ordre de Saint-Ferdinand.
En mars 1837, désormais en charge de deux bataillons, il vainc le général Antonio Nubio en Catalogne. Outre la mort de ce commandant dans la bataille, il capture de nombreux ennemis dont 27 officiers. En récompense, on lui remet l'ordre royal d'Isabelle la Catholique. En juin, il est chargé par Juan Antonio de Urbiztondo de faire le siège de Berga, et s'y distingue, devenant colonel. Fait général de division par Roger Bernard Charles d'Espagnac de Ramefort, il prend la tête de 5 bataillons, qu'il guide lors de la bataille de sa ville natale, contre le général Ramon de Meer i Kindelán.
Après la défaite carliste, il émigre en France, s'installant à Bourges puis à Londres.

### Deuxième guerre carliste
En août 1847, alors que la deuxième guerre carliste fait rage, il revient en Catalogne et prend la tête de 200 volontaires, qu'il mène lors de nombreuses batailles. Blessé à Sant Vicenç de Castellet, il fuit à nouveau en France, après être devenu maréchal de camp.

### Temps de paix
En 1853, il s'installe paisiblement à Barcelone, et refuse toute fonction militaire, malgré la proposition de Ramón de Larrocha, capitaine-général de Catalogne, de le faire nommer général dans l'armée royale.
Néanmoins, après la destitution temporaire de la reine Isabelle II, il est emprisonné par mesure de sécurité au fort de Montjuic, et y demeure longtemps. Pendant sa captivité, son fils participe Soulèvement carliste de 1869 (es), et est tué près de la Chartreuse Notre-Dame de Montalegre.

### Troisième guerre carliste
Le 6 avril 1872, au lancement de la troisième guerre carliste, Juan Castells initie la révolte à Barcelone, avec 74 hommes. Nommé commandant général des carlistes dans la province, il réunit 500 volontaires et remporte de très nombreux combats. En infériorité numérique, il opte pour des tactiques de razzias efficaces, qui lui valent d'être récompensé de l'Ordre du Mérite militaire par le prétendant carliste Charles de Bourbon en personne.
En février 1873, il est remplacé à la tête de la province par Jerónimo Galcerán (es), et il est mis en réserve à Ripoll. Il se retire bientôt de l'armée, et passe par plusieurs pays, avant de revenir au mois de mars 1875, en tant que chef de la 2e division carliste de Catalogne, réunissant les brigades de Lleida et de Gérone. Il remporte difficilement quelques batailles, puis, nommé lieutenant-général, il est mis à la tête de tous les carlistes de Catalogne. Il se retrouve bientôt face à 60 000 hommes fidèles au gouvernement, et même s'il parvient à prolonger la défaite de quelques mois, il est contraint de fuir le pays pour la France.
Il meurt alors à Nice en mars 1891. Néanmoins, Joaquín de Bolós (es) assure qu'il est en réalité retourné vivre en Espagne, et qu'il l'a en personne croisé à la messe de l'église Saint-Jaime (Barcelone) (es).